# یواس‌اس سپدفیش (اس‌اس-۴۱۱)
یواس‌اس سپدفیش (اس‌اس-۴۱۱) (به انگلیسی: USS Spadefish (SS-411)) یک زیردریایی بود که طول آن ۳۱۱ فوت ۱۰ اینچ (۹۵٫۰۵ متر) بود. این زیردریایی در سال ۱۹۴۴ ساخته شد.